# Szúnyogkapófélék
A szúnyogkapófélék  (Polioptilidae) a madarak osztályának verébalakúak (Passeriformes) rendjébe tartozó család.

## Rendszerezés
A családba az alábbi 3 nem és 15 faj tartozik:
- Microbates (P. L. Sclater & Salvin, 1873) – 2 faj
  - örvös szúnyogkapó (Microbates collaris)
  - barnaarcú szúnyogkapó (Microbates cinereiventris)

- Ramphocaenus (Vieillot, 1819) – 1 faj
  - hosszúcsőrű szúnyogkapó (Ramphocaenus melanurus)

- Polioptila (P. L. Sclater, 1855) – 12 faj
  - kék szúnyogkapó (Polioptila caerulea)
  - kaliforniai szúnyogkapó (Polioptila californica)
  - feketefarkú szúnyogkapó (Polioptila melanura)
  - kubai szúnyogkapó (Polioptila lembeyei)
  - feketesapkás szúnyogkapó (Polioptila nigriceps)
  - szavannaszúnyogkapó (Polioptila albiloris)
  - trópusi szúnyogkapó (Polioptila plumbea)
  - krémsárga szúnyogkapó (Polioptila lactea)
  - Polioptila guianensis
  - Polioptila clementsi
  - Polioptila schistaceigula
  - álarcos szúnyogkapó (Polioptila dumicola)